# BlackAcetate
blackAcetate – album walijskiego kompozytora Johna Cale’a. Wydawnictwo ukazało się w październiku 2005 roku nakładem wytwórni muzycznej EMI Records. Okładkę albumu zaprojektował Rick Myers.

## Lista utworów
1. „Outta the Bag“ − 3:54
2. „For a Ride“ − 3:55
3. „Brotherman“ − 3:32
4. „Satisfied“ − 3:54
5. „In a Flood“ − 4:53
6. „Hush“ − 3:26
7. „Gravel Drive“ − 4:23
8. „Perfect“ − 3:21
9. „Sold-Motel“ − 4:53
10. „Woman“ − 5:07
11. „Wasteland“ − 4:11
12. „Turn the Lights On“ − 3:46
13. „Mailman (The Lying Song)“ − 4:04

## Twórcy
- John Cale − śpiew, instrumenty klawiszowe, gitara
- Herb Graham Jr. − perkusja
- Dave Levitta − gitara
- Natalie Porter − wokal wspierający
- Musiic Galloway − wokal wspierający
- Jaspr Baj − wokal wspierający
- Mark Deffenbaugh − gitara
- John Crozova − wiolonczela
- Dustin Boyer − gitara, wokal wspierający
- Joe Karnes − gitara basowa
- Michael Jerome − perkusja, wokal wspierający